# 埃罗莎矿业航空
埃罗莎矿业航空（«АЛРОСА» авиахампаанньа» аахсыйалардаах холбоhуга，Alrosa Mirny Air Enterprise）的总部位于俄罗斯萨哈共和国米尔内，以米尔内机场和波利亚尔内机场为基地，重点机场为连斯克机场。
埃罗莎矿业航空由俄罗斯矿业巨头——埃罗莎集团发起组建。

## 航点
（截止2013年1月）
 克里米亞共和國
- 辛菲罗波尔：辛菲罗波尔国际机场

 伊尔库茨克州
- 伊尔库茨克：伊尔库茨克机场

 克拉斯诺达尔边疆区
- 克拉斯诺达尔：克拉斯诺达尔国际机场

 克拉斯诺亚尔斯克边疆区
- 克拉斯诺亚尔斯克：叶梅利亚诺沃国际机场

 莫斯科 /  莫斯科州
- 莫斯科：多莫杰多沃国际机场

 新西伯利亚州
- 新西伯利亚：托尔马切沃机场

 圣彼得堡 /  列寧格勒州
- 圣彼得堡：普尔科沃机场

 萨哈共和国
- 连斯克：连斯克机场
- 米尔内：米尔内机场
- 乌达奇内：波利亚尔内机场
- 雅库茨克：雅库茨克机场

 斯维尔德洛夫斯克州
- 叶卡捷琳堡：科利佐沃机场

 托木斯克州
- 托木斯克：博加舍沃机场

## 机队
（截止2023年8月）
| 飞机    | 数量 |
| ------- | ---- |
| 米8     | 22   |
| 米26    | 1    |
| 安24    | 3    |
| 安26    | 1    |
| 安38    | 5    |
| 波音737 | 5    |

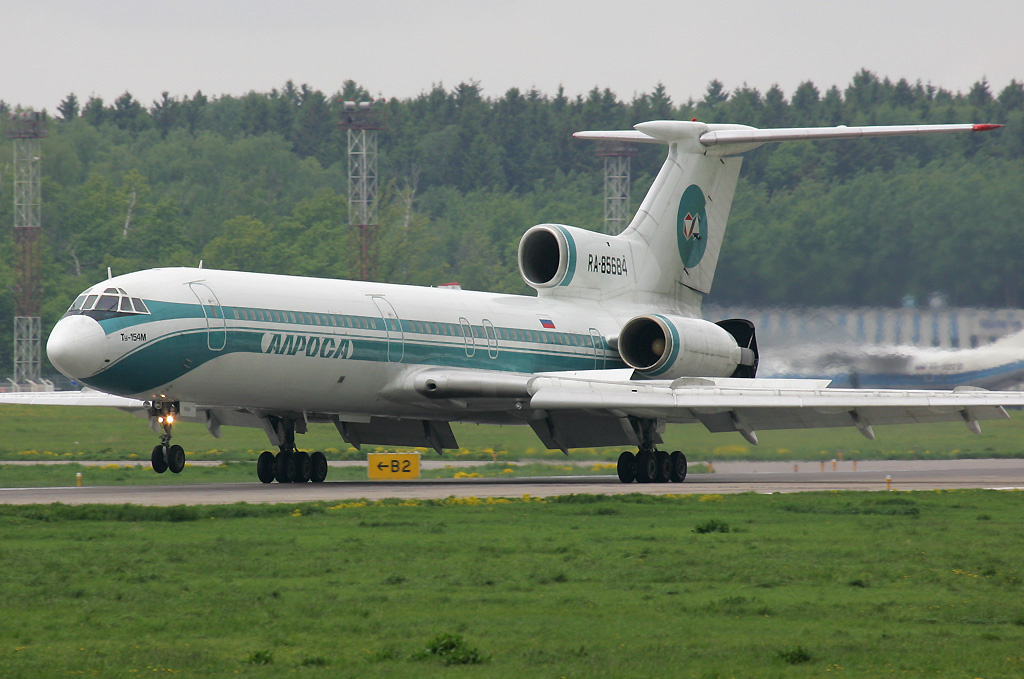
图-154M

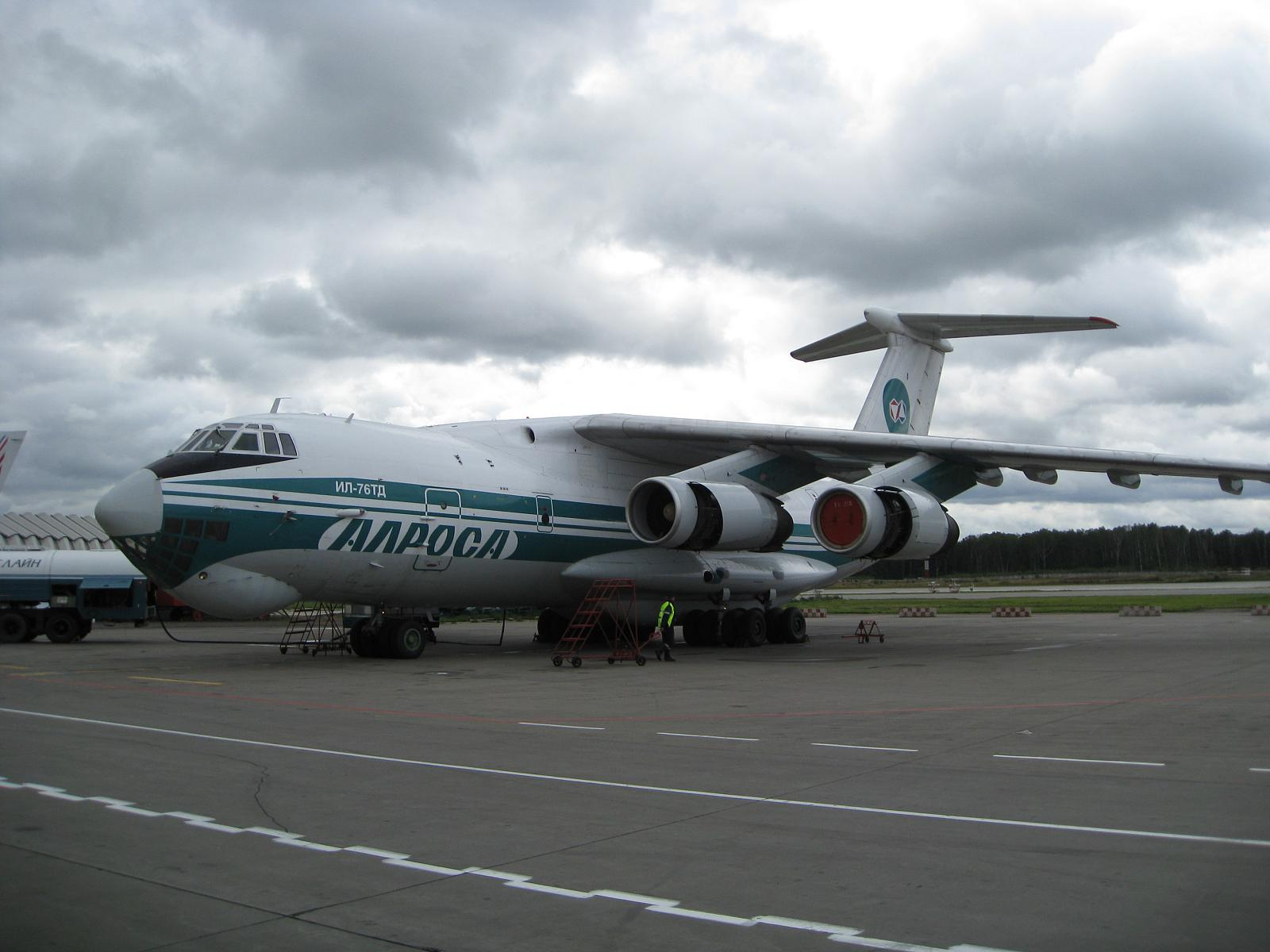
伊尔-76

公司已计划用波音737NG取代老旧的图-154，目前已租借一架波音737-700作为飞机陪训使用。

## 事故
2010年9月7日，由图-154M执飞的阿尔罗莎米尔内航空154航班在空中发生电气故障。飞机在当时距离最近的伊日马机场成功降落，但杂草丛生的跑道使飞机损毁。机上81人全部逃离。该航班是从乌达奇内波利亚尔内机场飞往莫斯科多莫杰多沃国际机场a的国内定期航班。